# روان‌شناسی بالینی
روان‌شناسی بالینی (به انگلیسی: Clinical Psychology) شاخه‌ای از روان‌شناسی است که به درک، پیش‌بینی و درمان نابهنجاری، ناتوانی و آشفتگی‌های شناختی، هیجانی، زیست‌شناختی، روان‌شناختی، اجتماعی و رفتاری کمک می‌کند و در گسترهٔ وسیعی از جمعیت‌های در جستجوی درمان کاربرد دارد. (رزنیک، ۱۹۹۱). 
نقش‌های شش‌گانهٔ روانشناسی بالینی، ارزیابی و تشخیص، مداخله و درمان، مشاوره، آموزش و نظارت بر کار روان‌درمانگرها، و در نهایت پژوهش و مدیریت است. غالب کارهای روانشناس بالینی، در راستای درمان و تشخیص، آموزش و پژوهش است (دادستان و منصور، ۱۳۶۶).
بیشترین شمار روان‌شناسان در این رشته(روانشناسی بالینی) کار می‌کنند، یعنی رشته‌ای که با کاربرد اصول روان‌شناختی، به امر تشخیص و درمان مشکلات عاطفی و رفتاری می‌پردازد. مثلاً بیماری‌های روانی، بزهکاری نوجوانان، رفتار جرم‌آفرین، اعتیاد دارویی، عقب‌ماندگی ذهنی، کشمکش‌های زناشویی و خانوادگی، و سایر مشکلات خفیف سازگاری.
روان‌شناسی بالینی می‌تواند؛ با بیمارستانهای روانی، دادگاه‌های کودکان یا سازمان‌های نظارت بر بزهکاران، درمانگاه‌های بهداشت روانی، مدارس، نهادهای ویژه با روان‌پزشکی، ارتباط نزدیک داشته باشد.چهار مرحلهٔ تاریخی برجسته برای روان‌شناسی بالینی در جهان وجود دارد:
- آغاز حرفه ۱۸۹۲–۱۹۱۴
- فرارسیدن عصر روان‌شناسی بالینی ۱۹۱۶–۱۹۵۴
- یکپارچگی و حرفه‌ای‌گرایی۱۹۵۴–۱۹۷۸
- خودمختاری و تعهد اجتماعی ۱۹۷۹-...

بعد از کسب مدرک دانشگاهی؛ روان‌شناسان بالینی در مراکزی همچون دانشگاه‌ها، بیمارستان‌ها و مراکز مشابه مشغول به کار می‌شوند. معمولاً روان‌شناس بالینی در درمان اختلال یا بیماری روانی خاصی تبحر دارد و در آن زمینه مشغول به فعالیت می‌شود. از پیش‌نیازهای رشتهٔ روان‌شناسی بالینی، می‌توان خلاقیت و ابتکار، حس دگردوستی و علاقه به مطالعه و تحقیق را نام برد.

## مصاحبهٔ بالینی
مصاحبه از تمام روش‌های متعددی که به منظور ارزیابی شخصیت افراد استفاده می‌شود، اهمیت بیشتری دارد؛ زیرا به وسیلهٔ آن می‌توان به مطالبی دست یافت که از هیچ روش دیگری به دست نمی‌آید؛ و از آنجا که در مصاحبه به هیچ نوع وسیلهٔ خاصی نیاز نیست، از این‌رو این روش همیشه و به آسانی در دسترس روان‌شناسان است. آنچه در مصاحبه به دست می‌آید، هنگامی اهمیت می‌یابد که تفسیر شود. در تفسیر می‌توان متوجه اشتباهات قابل ملاحظهٔ مصاحبه‌کننده شد. البته در این مرحله ممکن است روان‌شناسان به علل گوناگونی مانند تعصبات شخصی، تئوری‌های نادرست و گرایش‌های مختلف عاطفی، در تعبیر نتایج مصاحبه، راه اشتباه را بپیمایند. روان‌شناس نه تنها به مطالبی که مصاحبه‌شونده بیان می‌کند نیاز دارد، بلکه نحوهٔ ادای مطالب و واکنش‌های عاطفی که مصاحبه‌شونده از خود نشان می‌دهد و نیز رابطهٔ عاطفی و فکری که مصاحبه‌کننده با مصاحبه‌شونده دارد، مهم است و مورد مطالعه قرار می‌گیرد. توصیه می‌شود که از کتاب اوتمر جهت تکمیل اطلاعات خود استفاده کنید.

### روش‌های برگزاری مصاحبه
1. روش مستقیم - در این روش، روان‌شناس پرسش‌های خود را از پیش تهیه کرده‌است و در هنگام مصاحبه آنها را می‌پرسد و به جزئیات رفتار شخص پی می‌برد. روان‌شناس ممکن است از این روش برای گردآوری هرچه بیشتر اطلاعات، در مدت زمان محدود بهره بگیرد. البته خطرات این روش زیاد است. مثلاً ممکن است بیمار تصور کند که فقط هر چه را که روان‌شناس می‌پرسد باید پاسخ بدهد و در نتیجه اطلاعاتی را که در مورد آنها پرسشی نشده، در اختیار روان‌شناس قرار ندهد. دیگر این که پرسش کردن زیاد و سریع ممکن است بیمار را دچار حالت تدافعی کند و در نتیجه بیمار از دادن اطلاعات کافی خودداری نماید. مورد دیگر این که ممکن است بیمار فکر کند که روان‌شناس می‌خواهد او را مورد بازپرسی قرار دهد و نقاط ضعف او را بیابد یا حتی او را دیوانه تصور کند.
2. روش غیر مستقیم - در این روش، روان‌شناس به‌طور غیر مستقیم پرسش‌هایی می‌کند تا بیمار را به موضوعات مهم و قابل بحث هدایت کند. روان‌شناس باید به بیمار بفهماند که تنها وظیفهٔ روان‌شناس کمک به اوست. در این روش روان‌شناس به بیمار اجازه می‌دهد که بخش عمدهٔ مصاحبه را اداره کند و خود بیشتر و با دقت به سخنان او گوش می‌دهد.

## مصاحبه تشخیصی
مصاحبه تشخیصی فر آیندی است که در آن متخصص بالینی ( روان پزشک ، روان شناس بالینی یا مشاور ) ، دو دسته سوال از فرد مراجعه کننده ( بیمار ) مطرح می نماید تا از طریق یک پار چه کردن داده های مربوط به این فر آیند - که فرمول بندی موردی نامیده می شود - به تشخیص نهایی نایل شود . پس می توان مصاحبه تشخیصی را نوعی فرمول بندی موردی ارز یابی نمود.

###### مصاحبه بالینی چه تفاوتی با مصاحبه تشخیصی دارد؟
مصاحبه بالینی عبارتی است که در متون تخصصی ، به همراه عبارت مصاحبه تشخیصی یا به جای آن مورد استفاده قرار می گیرد . در واقع مصاحبه بالینی و مصاحبه تشخیصی به یک جریان ( فر آیند ) واحد اشاره دارند با این تفاوت که در مصاحبه تشخیصی ، هدف ( بر آیند ) متخصص بالینی ( روان پزشک ، روان شناس بالینی یا مشاور ) تشخیص اختلال روانی است در حالی که در مصاحبه بالینی به فرمول بندی موردی اکتفا می شود . بر همین اساس ، می توان عنوان نمود که دامنه ی شمول مصاحبه تشخیصی به مراتب از مصاحبه ی بالینی گسترده تر است ، زیرا پیش نیاز مصاحبه تشخیصی ، تسلط بر دانش آسیب شناسی روانی می باشد تا در آن متخصص بالینی ( روان پزشک ، روان شناس بالینی یا مشاور ) به تشخیص نهایی نایل شود.

## در ایران
از اوایل دههٔ ۱۳۵۰ اولین دورهٔ کارشناسی ارشد روان‌شناسی بالینی در بیمارستان روزبه گشایش یافت (شاملو ۱۳۷۰، ص ۲۳). از سال ۱۳۶۵ و به دنبال تعطیلی دورهٔ فوق، انستیتو روانپزشکی تهران عهده‌دار آن شد. انجمن علمی روانشناسی بالینی ایران فعالیت خود را در سال ۱۳۷۵ آغاز نمود.